# Lago di Faetano
Der Lago di Faetano ist der einzige See in der Republik San Marino. Er wurde künstlich angelegt.
Der See im Gemeindegebiet von Faetano wurde in den 1960er Jahren als Freizeitanlage angelegt und hat eine Fläche von rund 6.000 m2. Er wird vom Fluss Marano gespeist. Er wird seit 1968 hauptsächlich von Sportfischern des Verbandes Federazione Sammarinese Pesca Sportiva (FSPS) genutzt. 
Ein Teil des Lago Faetano wird auch als abgegrenzte öffentliche Badeanstalt betrieben. Am See befinden sich ein Parkplatz, ein Kiosk mit Umkleidekabinen und ein Gebäude des Fischereiverbandes FSPS.